# Observation Hill
Observation Hill är en kulle i Antarktis. Den ligger i Östantarktis. Nya Zeeland gör anspråk på området. Toppen på Observation Hill är 230 meter över havet.
Terrängen runt Observation Hill är platt åt sydväst, men åt nordost är den kuperad. Havet är nära Observation Hill åt sydväst. Trakten är glest befolkad. Närmaste befolkade plats är McMurdo Station, 0,49 km norr om Observation Hill. 